# Ghiacciaio Dahe
Il ghiacciaio Dahe è un ghiacciaio lungo circa 6 km situato nella regione centro-occidentale della Dipendenza di Ross, in Antartide. Il ghiacciaio, il cui punto più alto si trova a circa 1400 m s.l.m., si trova in particolare nella regione centrale della dorsale St. Johns, dove fluisce verso nord-est, scorrendo tra le cresta Wise, sud-est, e il monte Swinform, a nord-ovest, parallelamente al ghiacciaio Willis, fino a fermarsi contro una cresta rocciosa a soli 200 metri dal flusso del ghiacciaio Debenham.

## Storia
Il ghiacciaio Dahe è stato mappato dai membri della spedizione Terra Nova, condotta dal 1910 al 1913 e comandata dal capitano Robert Falcon Scott, ma è stato così battezzato solo nel 2005 dal Comitato consultivo dei nomi antartici in onore di Qin Dahe, direttore dell'ente meteorologico cinese, direttore per due anni, negli anni 1980, della stazione di ricerca antartica Grande Muraglia e coautore di diversi studi sulla distribuzione e il trasporto dei campioni recuperati dalla neve e dal ghiaccio durante la traversata effettuata tra il 1996 e il 2002 dalla base Zhongshan al duomo Argus.